# Speleonectes lucayensis
Espèce
Speleonectes lucayensis est une espèce de rémipèdes de la famille des Speleonectidae.

## Distribution
Cette espèce est endémique des Bahamas. Elle se rencontre dans la grotte anchialine Lucayan Caver sur Grand Bahama.

## Étymologie
Son nom d'espèce, composé de lucay et du suffixe latin -ensis, « qui vit dans, qui habite », lui a été donné en référence au lieu de sa découverte, Lucayan Caver.

## Publication originale
- Yager, 1981 : A new class of Crustacea from a marine cave in the Bahamas. Journal of Crustacean Biology, vol. 1, no 3, p. 328–333.